# Белый Колодец (Лоевский район)
Бе́лый Коло́дец (бел. Белы Калодзеж) — деревня в Малиновском сельсовете Лоевского района Гомельской области Беларуси.

## География

### Расположение
В 23 км на северо-запад от Лоева, 62 км от железнодорожной станции Речица (на линии Гомель — Калинковичи), 82 км от Гомеля.

## Транспортная сеть
Транспортные связи по просёлочной, затем автомобильной дороге Хойники — Гомель. Планировка состоит из прямолинейной улицы, ориентированной с юго-востока на северо-запад. Застройка редкая, деревянная, усадебного типа.

## История
По письменным источникам известна с начала XX века как деревня в Холмечской волости Речицкого уезда Минской губернии. В 1931 году организован колхоз. Во время Великой Отечественной войны в 1943 году каратели полностью сожгли деревню и убили 6 жителей. В результате катастрофы на Чернобыльской АЭС подверглась радиационному загрязнению и отнесена к категории населённых пунктов с правом на отселение. В составе колхоза имени М. И. Калинина (центр — деревня Рудня Бурицкая).

## Население

### Численность
- 1999 год — 12 хозяйств, 28 жителей.

### Динамика
- 1908 год — 16 дворов, 217 жителей.
- 1930 год — 28 дворов.
- 1959 год — 73 жителя (согласно переписи).
- 1999 год — 12 хозяйств, 28 жителей.